# Nadyby (przystanek kolejowy)
Nadyby (ukr. Надиби, ros. Надыбы) – przystanek kolejowy w miejscowości Jaz (na granicy z miejscowością Nadyby), w rejonie samborskim, w obwodzie lwowskim, na Ukrainie.
Przed II wojną światową w tym miejscu istniała stacja kolejowa Nadyby-Wojutycze.